# Ar Kāreh
Ar Kāreh (persiska: Har Kāreh, ار کاره) är en ort i Iran.   Den ligger i provinsen Khorasan, i den nordöstra delen av landet, 900 km öster om huvudstaden Teheran. Ar Kāreh ligger 811 meter över havet och antalet invånare är 122.
Terrängen runt Ar Kāreh är kuperad åt sydväst, men åt nordost är den platt. Runt Ar Kāreh är det ganska glesbefolkat, med 35 invånare per kvadratkilometer. Närmaste större samhälle är Şāleḩābād, 18,6 km norr om Ar Kāreh. Omgivningarna runt Ar Kāreh är i huvudsak ett öppet busklandskap.